# مارتین-پیر گوتیه
مارتین-پیر گوتیه (انگلیسی: Martin-Pierre Gauthier; ۹ ژانویهٔ ۱۷۹۰ – ۸ اوت ۱۸۵۵) معمار اهل فرانسه بود.
وی همچنین برندهٔ جوایزی همچون لژیون دونور (شوالیه) و جایزه بزرگ رم شده‌است.